# Richard Schiff
Richard Schiff (* 27. května 1955, Bethesda, Maryland) je americký televizní a filmový herec. Proslavil se rolí Tobyho Zieglera v televizním dramatu Západní křídlo (1999–2006) vysílaném televizní stanicí NBC (za tuto roli také obdržel cenu Emmy). Se stejným seriálem prošel také režisérským debutem, neboť se sám ujal režie jednoho z dílů, a to „Talking Points“. S režií nicméně začínal a počátkem 80. let, působil jako režisér několika her na Brodwayi (např. Antigona). Od poloviny 80. let se nicméně věnuje spíše herectví.
Objevil se v několika desítkách filmů, jako například Nebezpečná rychlost (1994), Ztracený svět: Jurský park (1997), Drtivý dopad (1998), Doktor Dolittle (1998), Ray (2004), Vyrobeno v Dagenhamu (2010), Muž z oceli (2013), Méďa (2015) a televizních seriálů, jako Profesionální lháři (2012–2016), Bylo, nebylo (2012), Murder in the First (2014), Darebák (2015–2017), Hráči (2015–2018). Od roku 2017 hraje jednu z hlavních rolí v seriálu Dobrý doktor.
Od roku 1996 je Schiff ženatý s herečkou Sheilou Kelley, se kterou má dvě děti. V politice je příznivcem Demokratické strany.